# Gioele Bertolini
Gioele Bertolini (* 26. April 1995 in Morbegno) ist ein italienischer Radrennfahrer, der im Cross-Country-Mountainbike und im Cyclocross aktiv ist.

## Sportlicher Werdegang
Bertolini zeichnete sich im Nachwuchsbereich in beiden Disziplinen aus. Im Mountainbike-Bereich gewann er 2013 Medaillen bei Welt- und Europameisterschaften der Junioren, 2017 war er U23-Europameister. Im Cyclocross war er bei Welt- und Europameisterschaften der Junioren bzw. U23 mehrfach unter den besten Zehn, dazu gewann er zweimal das U23-Weltcuprennen von Valkenburg.
In der Elite hatte Bertolini vor allem im Cyclocross Erfolg. Von 2016 bis 2025 war er fünfmal italienischer Meister und gewann über 30 Rennen, hauptsächlich in seinem Heimatland. Sein bedeutendstes internationales Resultat war der sechste Platz bei den Cyclocross-Weltmeisterschaften 2018. Im Mountainbike war er 2023 italienischer Vizemeister im Cross-Country XCO sowie 2024 im Shorttrack. Sein bestes Resultat bei den Weltmeisterschaften war der neunte Platz 2021, ebenfalls im Shorttrack.
Bertolini trat regelmäßig mit der italienischen Mannschaft bei Staffelrennen an und gewann hier eine Reihe von Medaillen bei Welt- und Europameisterschaften beider Disziplinen.

## Erfolge
| 2011/2012 Italienischer Meister (Junioren) 2012/2013 Italienischer Meister (Junioren) 2013/2014 Italienischer Meister (U23) 2015/2016 Italienischer Meister Weltcup (U23) – Valkenburg 2016/2017 Italienischer Meister Weltcup (U23) – Valkenburg 2018/2019 Italienischer Meister 2020/2021 Italienischer Meister 2024/2025 Weltmeisterschaften – Staffel Italienischer Meister | 2012 Europameister – Staffel 2013 Weltmeisterschaften (Junioren) – Cross-Country XCO Europameisterschaften (Junioren) – Cross-Country XCO Italienischer Meister (Junioren) – Cross-Country XCO Weltmeister – Staffel Europameister – Staffel 2015 Weltmeisterschaften – Staffel 2016 Italienischer Meister (U23) – Cross-Country XCO 2017 Europameister (U23) – Cross-Country XCO Italienischer Meister (U23) – Cross-Country XCO |